# Dao động ký
Dao động ký (tiếng Anh: oscilloscope) là một loại thiết bị thử nghiệm điện tử dùng để hiển thị dạng tín hiệu đưa vào cần quan sát theo tín hiệu khác hay theo thời gian. Trong một số dao động ký, kim bút vẽ của máy là một chấm sáng, di chuyển trên màn hình của ống tia điện tử theo quy luật của điện áp đưa vào cần quan sát. Nhiều dao động ký hiện đại dùng màn hình LCD thay vì ống tia điện tử để trình bày tín hiệu.

## Cấu tạo
- Ống tia điện tử là bộ phận trung tâm của máy. Sử dụng loại ống 1 tia khống chế bằng điện trường, có nhiệm vụ hiển thị song trên màn hình và là đối tượng điều khiển chính.
- Màn hình
- Súng điện từ
- Hệ thống lái tia

## Phân loại dao động ký
Dao động ký bao gồm các loại:
- Dao động ký tần thấp (< 20 MHz), dao động ký tần cao (100 Mhz - 500 Mhz), dao động ký siêu cao tần (trên 1 GHz)
- Dao động ký xung
- Dao động ký 2 tia, dao động ký nhiều kênh
- Dao động ký có nhớ (loại tương tự và số)
- Dao động ký số; không có cài đặt vi xử lý

Trong đó thông dụng nhất là dao động ký điện tử.

### Dao động ký điện tử số
Cấu tạo
- Chuyển mạch S ở vị trí 1: oscilloscope đa năng thông thường
- Chuyển mạch S ở vị trí 2: oscilloscope có nhớ số

- Điện áp cần quan sát được đưa tới đầu vào Y, tới bộ ADC (analog to digital converter). Lúc đó bộ điều khiển gửi 1 câu lệnh tới đầu vào điều khiển của bộ ADC và khới động quá trình biến đổi. Kết quả là điện áp tín hiệu được số hóa.Khi kết thúc quá trình biến đổi, bộ ADC gửi tín hiệu kết thúc tới bộ điều khiển.
- Mỗi số nhị phân được chuyển tới bộ nhớ và được nhớ ở ô nhớ riêng biệt.
- Khi cần thiết, một lệnh từ bộ điều khiển làm cho các số nhị phân này sắp xếp theo chuỗi lại theo thứ tự đã được xác định và đưa đến bộ ADC.
- DAC biến đổi các giá trị nhị phân thành điện áp tương tự để đưa qua bộ khuếch đại Y tới cặp phiên làm lệch Y của ống tia điện tử.
- Do bộ nhớ được liên tiếp quét nhiều lần trong 1 giây nên màn hình được sáng liên tục và hiện dạng sóng là hình vẽ các điểm sáng.
Ưu điểm
- Duy trì tốt ảnh của tín hiệu trên màn hình với khoảng không gian không hạn chế.
- Tốc độ đọc có thể thay đổi trong giới hạn rộng.
- Có thể xem lại các đoạn hình ảnh lưu giữ với tố độ thấp hơn nhiều
- Hình ảnh tốt hơn, tương phản hơn so với loại oxilo tương tự
- Vận hành đơn giản
- Số liệu cần quan sát dưới dạng số có thể được xử lý trong oxilo hoặc truyền trực tiếp vào máy tính khi ghép oxilo với máy tính.

Nhược điểm
Dải tần bị hạn chế do tóc độ biến đổi của bộ ADC thấp.
Hiện nay, các oxilo có nhớ có dải tần rộng được phát triển nhờ cài đặt vi xử lý, các bộ biến đổi ADC có tốc độ biến đổi nhanh hơn. Dải tần ngày nay có thể lên đến 100 Mhz hay hơn nữa.

## Các chỉ tiêu kỹ thuật của dao động ký
- Phạm vi tần số công tác: được xác định bằng phạm vi tần số quét. Nếu muốn quan sát một tín hiệu có thời gian đi lên (rise time) T, thì dùng công thức sau PVCT * T = 0,35.[3] Thí dụ nếu T = 1*10-9sec (1 nanosec) thì tần số công tác của dao động ký phải là 350 MHz. Hãng Agilent khuyên là nên dùng mốt dao động ký có bandwith ít nhất cao hơn 5 lần tần số của tín hiệu đang quan sát, thí dụ nếu muốn theo dõi một hình sin có tần số 50 MHz, thì cần một dao động ký có bandwith ít nhất là 250 MHz.[4]
- Số lần lấy mẫu (sample rate) trong 1 giây (sample/sec) - chỉ dùng cho dao động ký số. Thường thì số lần lấy mẫu khoảng chừng 10 lần tần số cao nhất mà ta muốn đo. Thí dụ, để quan sát một tín hiệu 1 MHz thì phải lấy 10 triệu mẫu/giây.
- Dộ dài của bộ nhớ, tính bằng số điểm của tín hiệu được ghi lại trong bộ nhớ; chỉ dùng cho dao động ký có bộ nhớ
- Độ nhạy(hệ số lái tia theo chiều dọc): mV/cm

	Là mức điện áp cần thiết đưa đầu vào kênh lệch dọc bằng bao nhiêu mV để tia điện tử dịch chuyển được độ dài 1 cm theo chiều dọc của màn sáng.
	Độ nhạy có thể tính được bằng mm/V.
- Đường kính màn sáng: Osiloscope càng lớn, chất lượng càng cao thì đường kính màn sáng càng lớn(thông thường khoảng 70-150mm)
- Ngoài ra còn có hệ số lái tia theo chiều ngang, trở kháng vào,…

## Mặt tiền của một dao động ký tương tự
- 1. Nút POWER.
- 4. Độ sáng của hình ảnh
- 5. Độ rõ của hình ảnh
- 6. Nguồn tín hiệu 1 Khz (dùng để điều chỉnh probe)
- 7. Điều chỉnh vị trí của tín hiệu trên màn hình
- 8.Đảo dạng sóng
- 9. Chiều dọc: điều chỉnh số mV hay V trong 1 div(độ lớn của 1 hàng)
- 10.Điều chỉnh nằm gọn trong khoảng
- 11. Nối tín hiệu DC hay AC (DC dùng cho tín hiệu 1 chiều hay tần số thấp, AC dùng cho tín hiệu có tần số cao)
- 13. Cột nhận tín hiệu kênh 1 (Channel 1)
- 14. Cột nhận tín hiệu kênh 2 (Channel 2)
- 15. Biểu thị kênh 1, kênh 2 hoặc cả hai kênh
- 16. Phóng đại hình ảnh
- 17. Dịch chuyển sóng theo chiều ngang
- 19. Chiều ngang: điều chỉnh bao nhiêu millisec, usec, hay nanosec trong 1 ngấn
- 25. Điều chỉnh mức độ trigger

## Công dụng của dao động ký
Dao động ký là máy đo có các tính năng sau:
- Quan sát toàn cảnh tín hiệu
- Đo các thông số cường độ của tín hiệu:
  - Đo điện áp, đo dòng điện, đo công suất
  - Đo tần số, chu kì, khoảng thời gian của tín hiệu
  - Đo độ di pha của tín hiệu
  - Vẽ tự động và đo được đặc tính phổ của tín hiệu
  - Vẽ đặc tuyến Vôn-ampe của linh kiện
  - Vẽ tự động, đo đặc tuyến biên độ-tần số

## Sử dụng dao động ký
Tùy theo tần số, độ lớn và hình dạng của tín hiệu mà cách sử dụng khác nhau. Thường thường, có thể dùng phương pháp chung chung sau đây để thấy sóng rồi điều chỉnh lại các nút để nhìn sóng rõ ràng hơn:
- Gắn tín hiệu vào kênh 1, và vặn DISPLAY CHANNEL qua số 1
- Vặn VOLTS/DIV qua vị trí trung bình,
- Tắt VARIABLE volts/div
- Vặn INPUT COUPLING kênh 1 sang DC
- Tắt mọi phóng đại (MAGNIFICATION)
- Vặn TRIGGER MODE qua AUTO
- Tắt TRIGGER HOLDOFF
- Vặn TIME/DIVISION dùng những trị số trung bình
- Cuối cùng xoay xoay TRIGGER LEVEL cho tới khi thấy sóng trên màn hình